# Julián Arango
Julián Arango (Bogotá, 6 de outubro de 1968) é um ator e comediante colombiano, o qual ganhou destaque na telenovela Yo soy Betty, la fea estrelando Hugo Lombardi estilista da empresa Eco Moda, e na série de televisão Metástasis, refilmagem colombiana da renomada Breaking Bad.

## Carreira

### Televisão
- Hard Times (1995) - Juan Diego Ramos
- Perro amor (1998) - Antonio Brando
- Yo soy Betty, la fea (1999) - Hugo Lombardi
- Ecomoda (2001) - Hugo Lombardi
- El inútil (2001) - Martín Martínez
- Amores cruzados (2006) - Santiago Rincón
- Amas de casa desesperadas (2007) - Tomás Aguilar
- Tiempo final (2008) - Santiago
- El cartel (2008) - Guadaña
- Las muñecas de la mafia (2009) - Claudio
- Operación Jaque (2010) - Gafas
- La Pola (2010) - Joaquín Salavarrieta
- Infiltrados (2011) - Ramón García
- Metástasis (2013) - Henry Navarro

### Cinema
- Adiós, Ana Elisa (2008) - Calvo
- Sofía y el Terco (2012) - Caminhoneiro